# Åtorpskogen
Åtorpskogen är ett naturreservat i Flens kommun  i Södermanlands län.
Området är naturskyddat sedan 2004 och är 22 hektar stort. Reservatet omfattar mark vid västra stranden av sjön Orrhammaren och består av grandominerad äldre barrnaturskog med inslag av hällmark, surdrog och sumpskog.